# Neli Yankova
Neli Yankova Simova –en búlgaro, Нели Янкова Симова– (1 de agosto de 1970) es una deportista búlgara que compitió en halterofilia.
Ganó tres medallas en el Campeonato Mundial de Halterofilia entre los años 1991 y 1998, y once medallas en el Campeonato Europeo de Halterofilia entre los años 1990 y 2002.

## Palmarés internacional
| Campeonato Mundial | Campeonato Mundial              | Campeonato Mundial | Campeonato Mundial |
| Año                | Lugar                           | Medalla            | Categoría          |
| ------------------ | ------------------------------- | ------------------ | ------------------ |
| 1991               | Donaueschingen (Alemania)       | Medalla de plata   | 56 kg              |
| 1992               | Varna (Bulgaria)                | Medalla de plata   | 56 kg              |
| 1998               | Lahti (Finlandia)               | Medalla de bronce  | 58 kg              |
| Campeonato Europeo |                                 |                    |                    |
| Año                | Lugar                           | Medalla            | Categoría          |
| 1990               | Santa Cruz de Tenerife (España) | Medalla de oro     | 56 kg              |
| 1991               | Varna (Bulgaria)                | Medalla de oro     | 56 kg              |
| 1992               | Loures (Portugal)               | Medalla de oro     | 52 kg              |
| 1994               | Roma (Italia)                   | Medalla de oro     | 54 kg              |
| 1995               | Beer Sheva (Israel)             | Medalla de oro     | 54 kg              |
| 1996               | Praga (República Checa)         | Medalla de plata   | 54 kg              |
| 1997               | Sevilla (España)                | Medalla de oro     | 54 kg              |
| 1998               | Riesa (Alemania)                | Medalla de oro     | 58 kg              |
| 1999               | La Coruña (España)              | Medalla de oro     | 58 kg              |
| 2000               | Sofía (Bulgaria)                | Medalla de oro     | 58 kg              |
| 2002               | Antalya (Turquía)               | Medalla de plata   | 58 kg              |